# 토피시마
《토피시마》(포르투갈어: Topíssima)는 2019년 방영된 브라질의 텔레노벨라이다.